# Gedenkstätte in der JVA Wolfenbüttel

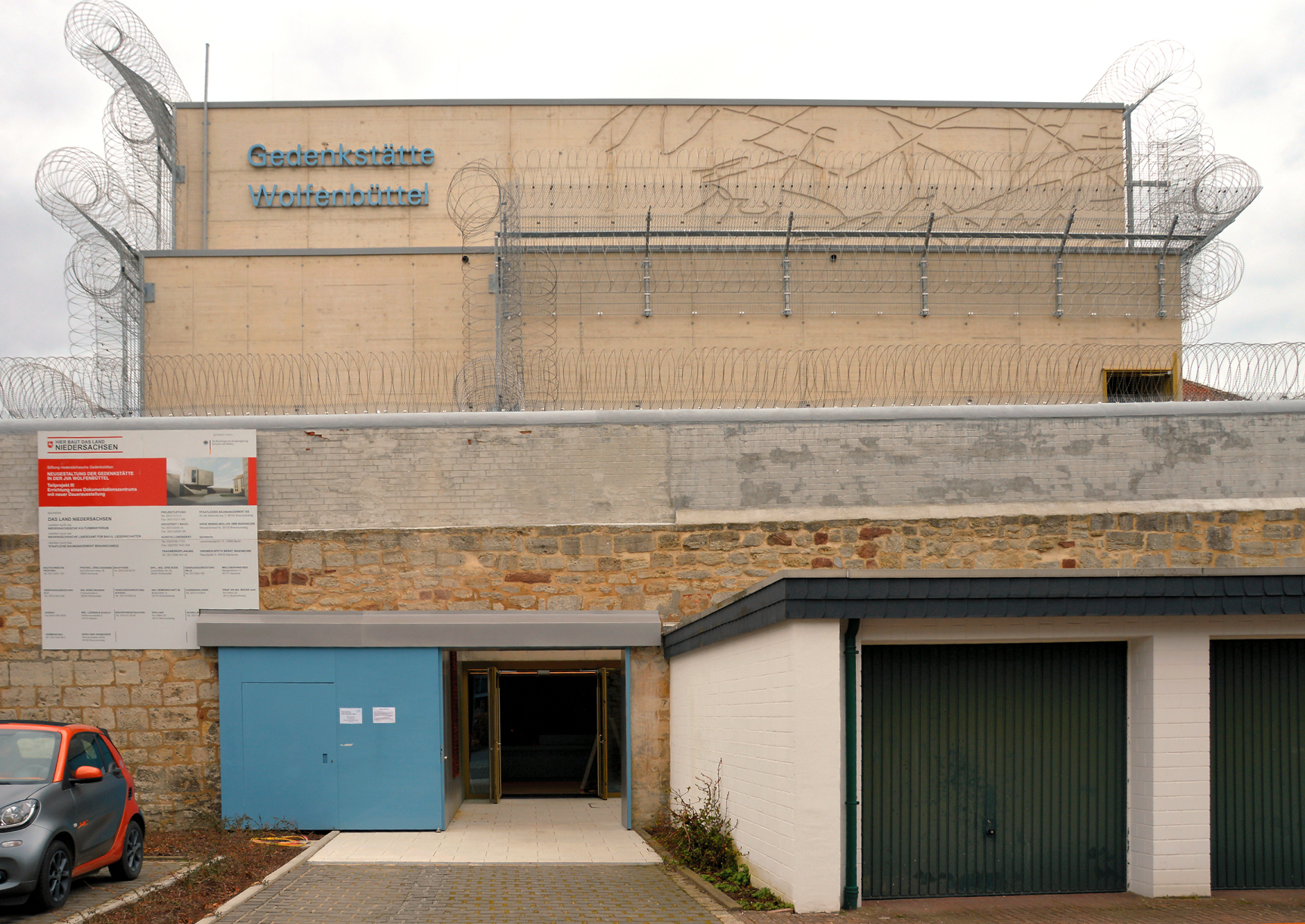
Eingang des 2019 eröffneten Dokumentationszentrums der Gedenkstätte in der JVA Wolfenbüttel

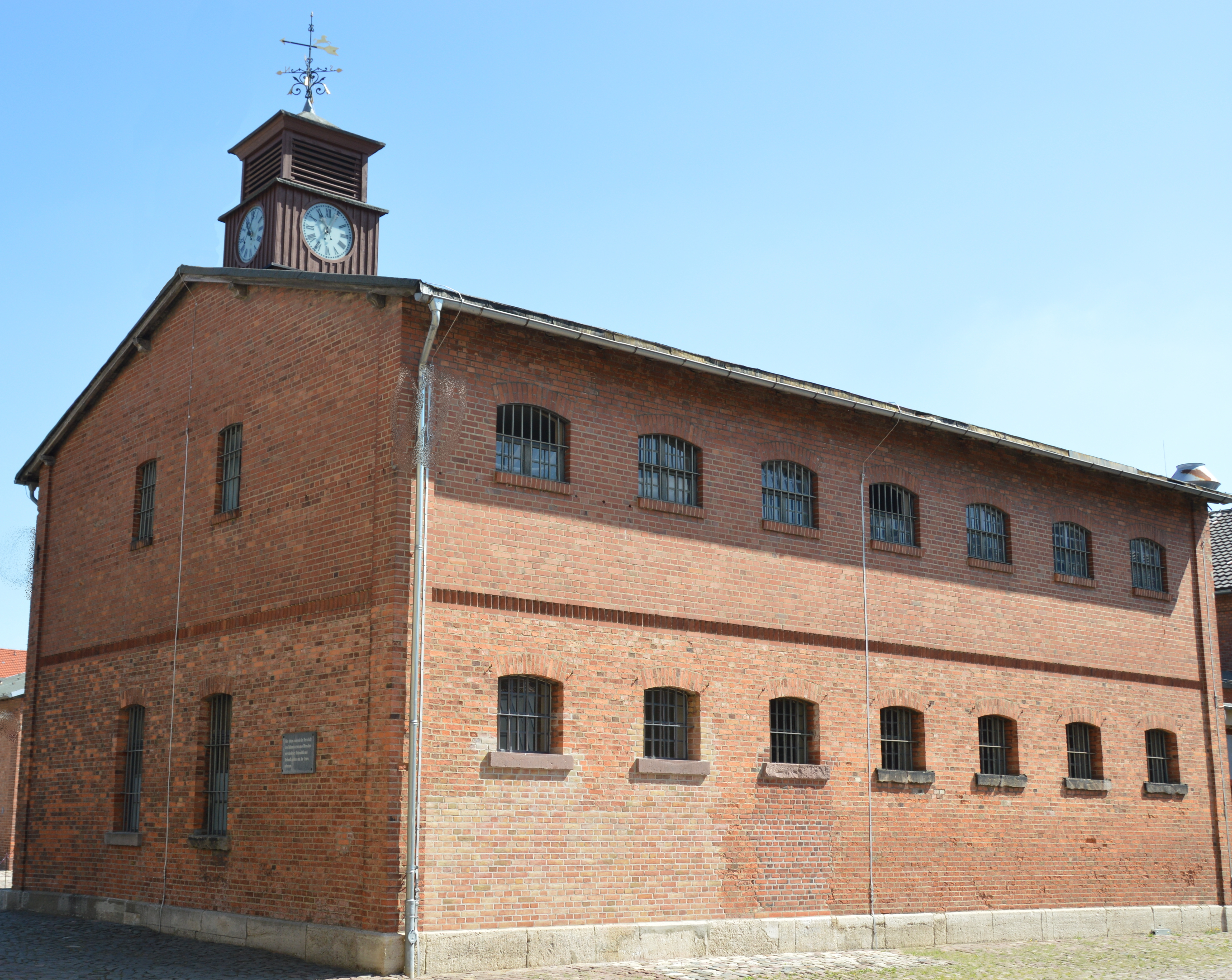
Gedenkstätte im ehemaligen Hinrichtungsgebäude von 1938 des Strafgefängnisses Wolfenbüttel

Die Gedenkstätte in der JVA Wolfenbüttel ist eine Dokumentations- und Gedenkstätte für die Opfer nationalsozialistischer Justiz, die sich innerhalb der Justizvollzugsanstalt Wolfenbüttel (JVA) in der Stadt Wolfenbüttel befindet. Die Stiftung niedersächsische Gedenkstätten ist seit ihrer Gründung im Jahr 2004 Trägerin der Gedenkstätte.

## Geschichte des Strafgefängnisses Wolfenbüttel
Das Wolfenbütteler Strafgefängnis entstand 1790 als Zwangsanstalt für Züchtlinge mit geringen Strafen. Anfangs diente ein 1506 als Teil der Festung Wolfenbüttel errichtetes Gebäude der Unterbringung. Im Jahr 1820 wurde das „Alte Haus“ als neues Landesgefängnis errichtet. 1873 wurde ein Gebäude für die Einzelunterbringung der Häftlinge erbaut, das als das „Graue Haus“ (Haus I) bezeichnet wurde. In den Jahren 1882 bis 1884 kamen weitere Gebäude hinzu, darunter das „Tor und Verwaltungshaus“, ein zweites Zellengebäude, das „Rote Haus“ (Haus II), ein Wirtschaftsgebäude, ein Lazarett und ein Dampfkessel- und Maschinenhaus. Während des Bestehens des Freistaates Braunschweig von 1918 bis 1945 war das Strafgefängnis Wolfenbüttel die zentrale Haftanstalt des Landes.

### Zeit des Nationalsozialismus
In der Zeit des Nationalsozialismus diente das Strafgefängnis Wolfenbüttel der Umsetzung der nationalsozialistischen Verfolgungs- und Mordpolitik im norddeutschen Raum. Ab 1933 wurden zunehmend politisch Andersdenkende, „Asoziale“, Juden, Sinti und Roma, Homosexuelle sowie Zeugen Jehovas im Gefängnis inhaftiert.
Anfang September 1937 ordnete das Reichsjustizministerium an, auf dem Gelände des Strafgefängnisses Wolfenbüttel eine Zentrale Hinrichtungsstätte zu errichten. Damit sollte dem für den Fall eines Krieges eingeplanten „vermehrten Hinrichtungsbedarf“ Rechnung getragen werden. Ein bereits vorhandenes Wirtschaftsgebäude wurde zur Hinrichtungsstätte umgebaut und mit einem zweiten Stockwerk sowie einem Uhren- und Glockenturm versehen, um den Vollzug der Todesstrafe sakral zu überhöhen. Die im Jahre 1938 fertiggestellte Hinrichtungsstätte war als Standort der „zentralen Hinrichtungsstätte für den Vollstreckungsbezirk V“ bis 1945 eine von zwei zentralen Tötungsstätten in Norddeutschland; verantwortlicher Scharfrichter war der ehemalige Fuhrunternehmer Friedrich Hehr.
Während anfangs vor allem kriminelle Straftäter exekutiert wurden, nahm die Zahl der Hinrichtungen während des Zweiten Weltkrieges erheblich zu. Dies war auf die verschärfte Rechtsprechung und neue Tatbestände zurückzuführen. Betroffen waren sogenannte „Volksschädlinge“, „Kriegswirtschaftsverbrecher“ und „gefährliche Gewohnheitsverbrecher“. Zu den Opfern zählten auch deutsche Zivilisten wie Erna Wazinski und Wehrmachtsangehörige. Vermehrt wurden Menschen aus besetzten Gebieten Europas zum Tode verurteilt, darunter Opfer von Zwangsarbeit, Straf- und Kriegsgefangene aus den Niederlanden, Russland und Polen.
In der 1937 auf dem Gelände des Strafgefängnisses eingerichteten Hinrichtungsstätte wurden bis März 1945 526 Frauen und Männer guillotiniert, darunter auch 10 französische Widerstandskämpfer aus dem Raum Poitiers, die dem Réseau Renard angehörten. 29 Mitglieder dieses Netzwerkes wurden im Februar 1943 nach dessen Aufdeckung durch die Polizei des Vichy-Regimes nach Deutschland deportiert. Nach einer Zwischenstation im SS-Sonderlager Hinzert, wo zwei Mitglieder des Netzwerks starben (Louis Bordas am 14. März 1943, und Joseph Riedinger am 15. März 1943), wurden die verbliebenen 27 Personen am 19. April 1943 nach Wolfenbüttel verlegt. Elf von ihnen wurden Ende Mai schriftlich über eine Anklage wegen Verschwörung gegen Deutschland informiert, die am 12. und 13. Oktober 1943 in Wolfenbüttel zu einer Gerichtsverhandlung führte. Diese endete, nachdem der Mitangeklagte Georges Duret bereits am 30. Mai 1943 im Gefängnis gestorben war, mit zehn Todesurteilen, die am 3. Dezember 1943 per Guillotine vollstreckt wurden. Eines der Opfer war Louis Renard, der Gründer und Namensgeber des Widerstandsnetzes.
Namen der 10 Hingerichteten des Réseau Renard
- Louis Cartan
- Aimé Lambert
- Théodore Levebre
- Jacques Levrault
- Jacques Moreua
- Clément Peruchon
- Pierre Pestureau
- Paul Preaux
- Louis Renard
- Louis Toussaint

Im Oktober 1945 wurden die Leichen der in Wolfenbüttel zu Tode gekommenen Résistance-Angehörigen nach Poitiers überführt, wo sie später auf dem Friedhof Chilvert beigesetzt wurden. Ihre Namen, einschließlich des von Georges Duret, stehen auf einer Gedenktafel auf dem Friedhof Chilvert, die an die 11 Wolfenbütteler Opfer des Réseau Renard erinnert. (Lage)
Die 16 in Wolfenbüttel nicht zum Tode verurteilten Mitglieder des Résau Renard wurden in andere Gefängnisse verlegt, zur Zwangsarbeit herangezogen oder auch in Konzentrationslagern interniert. In der Folge kamen sechs weitere ehemalige Wolfenbütteler Häftlinge zu Tode:
- Fabien Billard († 1. Februar 1945) in Schweidnitz
- Charles Charpentier († 16. November 1944), Gaston Hulin († 29. November 1944), Maurice Aguillon († 15. März 1945) und André Verbruggen († 28. Februar 1945) im KZ Groß-Rosen
- Daniel Bonnin († 4. April 1945) im KZ Mittelbau-Dora in Nordhausen.

Während des Zweiten Weltkrieges stieg die Anzahl der ausländischen Gefangenen in Wolfenbüttel stark an. In der Folge verschlechterten sich die Haftbedingungen drastisch, aufgrund von Überfüllung und einem rigorosen Arbeitseinsatz, sowie aufgrund unzureichender Ernährung und hygienischer Verhältnisse, mangelhafter Bekleidung und einer ungenügenden medizinischen Versorgung. Die Haftanstalt Wolfenbüttel war für 940 Gefangene ausgelegt. Während des Zweiten Weltkrieges stieg die Zahl auf über 1500 Gefangene. Der Arbeitseinsatz erfolgte hauptsächlich in kriegswichtigen Betrieben und in der Landwirtschaft, überwiegend in privatwirtschaftlichen Betrieben. Bis zur Befreiung am 11. April 1945 durch US-amerikanische Soldaten starben mehr als 500 Gefangene.

## Entwicklung der Gedenkstätte

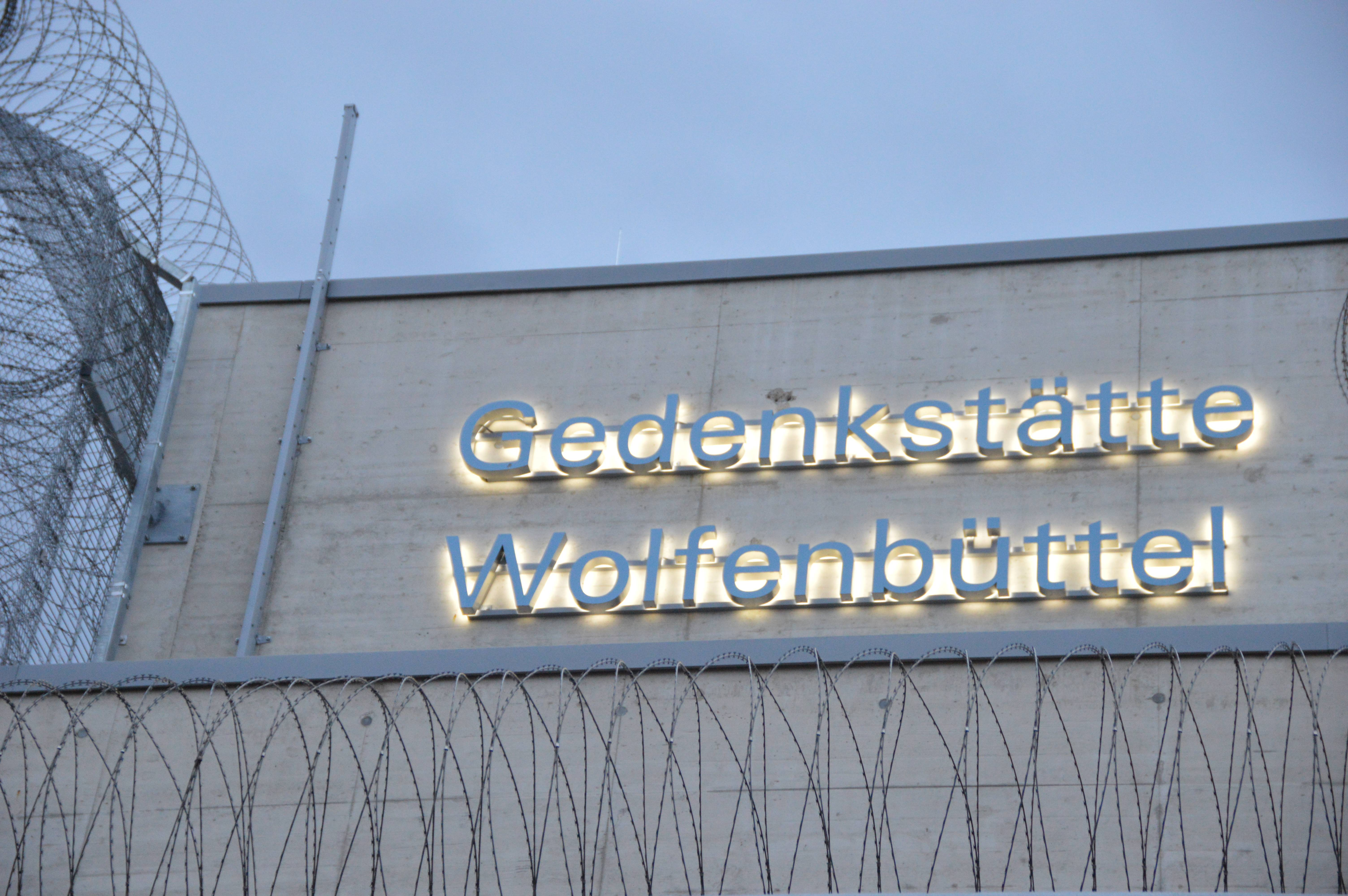
Außenfassade des Dokumentationszentrums

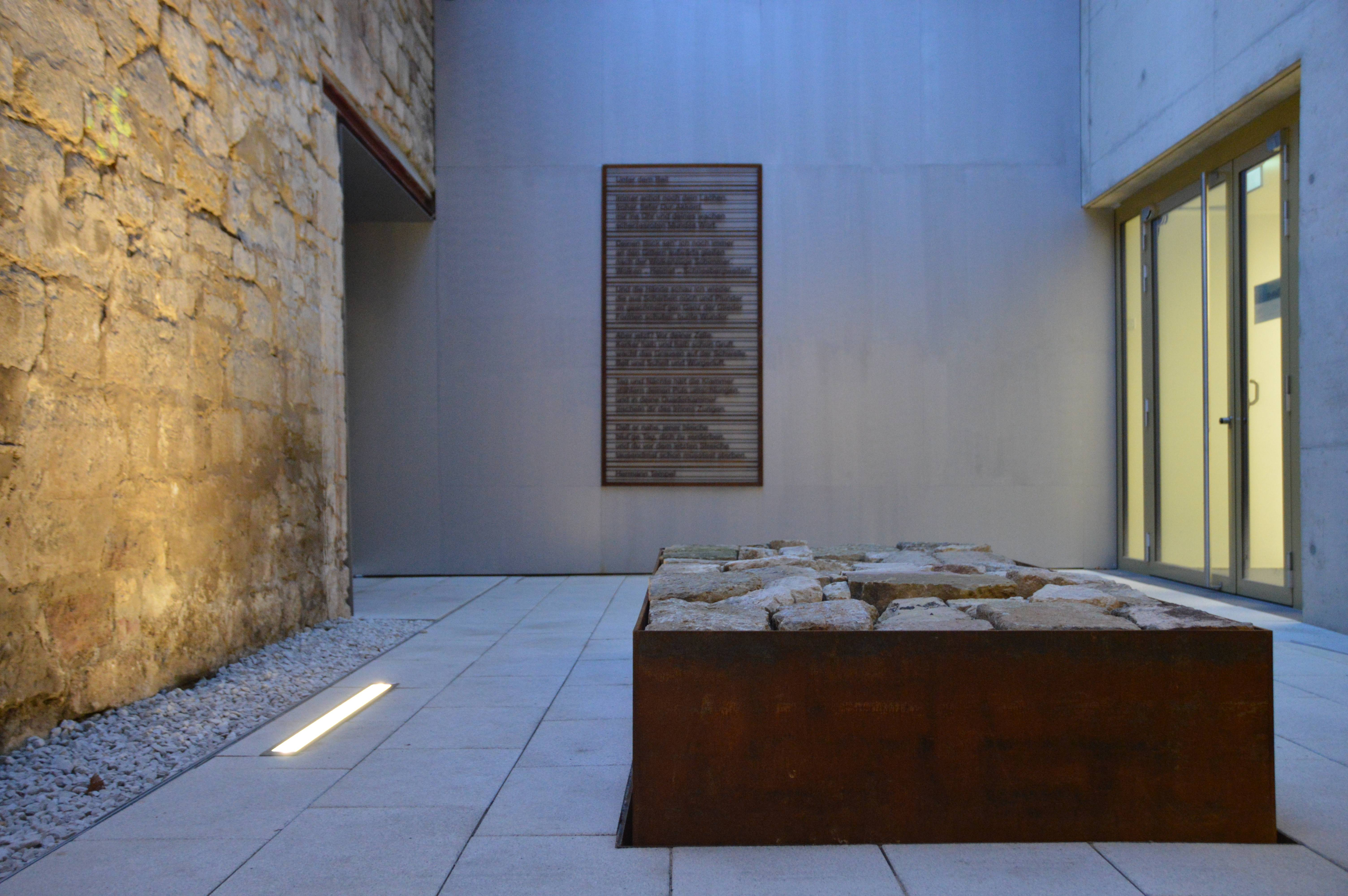
Innenhof des Dokumentationszentrums

Eine Gedenkstätte in der JVA Wolfenbüttel wurde 1990 im Auftrag des Niedersächsischen Justizministeriums eingerichtet und in den Räumen der ehemaligen Richtstätte, einer vormaligen Schlosserei, die Ausstellung „NS-Justiz und Todesstrafe“ eröffnet. Dies war auf die Bemühungen von Überlebenden und durch lokales bürgerschaftliches Engagement zurückzuführen. 1993 erfolgte eine Übertragung der Trägerschaft an die Niedersächsische Landeszentrale für politische Bildung. 1999 wurde in ehemaligen Hafträumen der JVA eine zweite Dauerausstellung unter dem Titel „Justiz und Strafvollzug im Nationalsozialismus“ eröffnet. Seit 2004 ist die Stiftung niedersächsische Gedenkstätten Trägerin der Gedenkstätte. Von 2014 bis Ende 2019 wurde die Gedenkstätte mit finanzieller Unterstützung des Landes Niedersachsen und des Bundes grundlegend neu gestaltet.
Heute (2020) besteht die Gedenkstätte aus zwei unterschiedlichen Bereichen. Zum einen handelt es sich um das in den 1930er Jahren erbaute Gebäude der früheren Richtstätte innerhalb der Justizvollzugsanstalt, das zwischen 2012 und 2014 saniert wurde. Da es im Sicherheitsbereich liegt, kann es nur nach vorheriger Anmeldung betreten werden.
Der andere Bereich der Gedenkstätte ist das frei zugängliche Dokumentationszentrum. Es befindet sich in einem im November 2019 eingeweihten Erweiterungsbau an der Justizvollzugsanstalt. Darin wird die Dauerausstellung „Recht. Verbrechen. Folgen. Das Strafgefängnis Wolfenbüttel im Nationalsozialismus“ gezeigt.

### Inhalte
Die Gedenkstätte dokumentiert mit zwei Dauerausstellungen und einer Wanderausstellung die Entwicklung der Justiz und des Strafvollzuges im nationalsozialistischen Deutschland. Sie betreibt Forschungsarbeiten zur Geschichte der Justiz im NS-Staat und recherchiert Schicksale ihrer Opfer, insbesondere für die Angehörigen Hingerichteter und ehemaliger Inhaftierter. Das Bildungsangebot umfasst Führungen, Seminare und Projekttage und weitere Fortbildungsveranstaltungen. Die Einrichtung ist nur nach vorhergehender Anmeldung zugänglich.
Die Dauerausstellung „Justiz und Strafvollzug im Nationalsozialismus“ behandelt die Entwicklung der Justiz von 1933 bis 1945 und zeigt den Umgang mit Verbrechen der NS-Justiz in der Bundesrepublik Deutschland. In der Ausstellung wird der Umgang mit verfolgten Volksgruppen – wie Homosexuellen, Zeugen Jehovas, Sinti, Roma und der der „Rassenschande“ bezichtigten Juden in fünf Schwerpunkten dargestellt.
- Freiheitsrechte im völkischen Staat
- Strafvollzug im nationalsozialistischen Staat
- rassisches Denken und Ungleichheit
- Sondergerichte als Panzertruppe der Rechtspflege
- Nürnberger Prozesse nach 1945

Zusätzlich informieren Ordner zum einen über die Biografien der Opfer und über die verhängten Urteile, zum anderen über das Wirken der Täter wie Staatsanwälte und Richter.

## Konflikt um das Konzept der Gedenkstätte
Nach dem Ende des Zweiten Weltkriegs wurden die Vorkommnisse in der Hinrichtungsstätte des Wolfenbütteler Gefängnisses verdrängt. Die Räumlichkeiten wurden zu Lagerungs- und Desinfektionszwecken genutzt. Im Jahre 1984 beschloss der niedersächsische Justizminister Walter Remmers, das Gebäude der früheren Hinrichtungsstätte abreißen zu lassen.
Diese Vorhaben führte zu zahlreichen internationalen Protesten aus verschiedenen europäischen Ländern und von Verfolgtenorganisationen, die sich gegen diesen Beschluss aussprachen. Der Fachausschuss der Richter und Staatsanwälte mit seinem Sprecher Helmut Kramer setzte sich ebenfalls für den Erhalt des Gebäudes ein. So konnte im Jahre 1990 die Einrichtung einer Gedenkstätte durchgesetzt werden, die allerdings zunächst nur von Angehörigen ehemaliger Opfer genutzt werden sollte. Dieses Konzept wurde später nicht umgesetzt, so dass die Gedenkstätte der Öffentlichkeit zugänglich gemacht werden konnte. Seit 1999 gibt es eine Dokumentation zur Geschichte der Anstalt insbesondere zu den Justizmorden während der NS-Zeit. Die Ausstellung und begleitende Seminare sollen jedoch nicht ausschließlich dem Gedenken an die Opfer dienen, sondern auch der bewussten Auseinandersetzung mit den Taten selbst und den Tätern, vor allem den Richtern und Justizbeamten, die in jener Zeit verantwortlich waren.
Über die Frage der Gestaltung der Gedenkstätte ist im Jahre 2010 ein Konflikt öffentlich bekannt geworden. Helmut Kramer, Fritz-Bauer-Preisträger der Humanistischen Union, warf den Verantwortlichen vor, sich zu weigern, „der gesetzlichen Aufgabe der Gedenkstätte nachzukommen“. Dabei ging es insbesondere um die unzureichende Darstellung der Täterseite. Die Verantwortlichen beriefen sich darauf, dass die Aufgabe des Opfergedenkens es gebiete, „an dieser Primäraufgabe keine Abstriche zu machen“. Demgegenüber argumentierten die Kritiker, dass diese Entgegensetzung zu kurz greife: „Andere Gedenkstätten haben inzwischen erkannt, dass es nicht genügt, der Opfer zu gedenken. Weil das Leid der Opfer stets auf das von den Tätern begangene Unrecht verweist, bemühen sie sich um eine stärkere Einbeziehung auch des Täteraspekts“.
2011 berief der Stiftungsrat der Stiftung niedersächsische Gedenkstätten eine internationale Fachkommission, die die Neugestaltung der Gedenkstätte beratend begleitete. Zuvor hatte die Weigerung gegenüber zwei Wissenschaftlern aus den Vereinigten Staaten, einen Besuch und Aufnahmen innerhalb der Gedenkstätte machen zu lassen, für weiteres Aufsehen in dem Konflikt gesorgt.

### Kritik durch Helmut Kramer
1998 übte der Sprecher des Fachausschusses der Richter und Staatsanwälte Helmut Kramer Kritik an der Täterdarstellung in der Ausstellung. Zu dem Zeitpunkt habe der sogenannte „Täterblock“, der die Täterbiographien enthalten sollte, große Lücken aufgewiesen. Beispielsweise habe es zu den Verfassern schlimmer „völkischer“ Texte, wie die Professoren Ernst Rudolf Huber und Karl Larenz, die es nach ihrer Karriere als NS-Richter auch in der Bundesrepublik wieder zu hohem Ansehen gebracht hatten, kaum Angaben über ihre Lehrstuhltätigkeit gegeben. Auch die Enge der Räumlichkeiten würde einer als ständige Dokumentation zur NS-Justiz geplanten Ausstellung nicht gerecht werden.
2012 übte Helmut Kramer Kritik an der Opferdarstellung in der damaligen Ausstellung, die in den Jahren danach überarbeitet wurde. Es genüge nach Kramers Ansicht nicht, den Opfern ihre Namen durch Grabtafeln wiederzugeben, wenn die Geschichte und die Umstände, die zu ihrem Tode führten, unerwähnt blieben. Zudem würden teilweise nicht einmal die tatsächlichen Namen der Opfer für die Gedenksteine gewählt, sondern jene, ihnen durch das Naziregime und die Verordnung zum Personenstandsgesetz von 1938 auferlegte Zwangsnamen, wie beispielsweise im Fall von Moritz Klein, der hier als „Moses Klein“ oder „Moses Israel Klein“ angegeben wird. Die Gräber der Justizopfer seien schon nach nur zwei Jahren ungepflegt, und die Namensplaketten hätten sich teilweise abgelöst.
In einem Aufsatz in der Zeitschrift Ossietzky, 12. Ausgabe von 2012, kritisierte Kramer die Stiftungsleitung, in dem er ihre damaligen Vorstellungen zur Mindergewichtung des Täteraspekts wie folgt umschrieb: „Das Leid der Opfer muß also dafür herhalten, um möglichst wenig an die Täter und ihre diabolischen Methoden erinnern zu müssen. Tatsächlich verweist jedes Opferschicksal auch auf die Täter. Es ist schon schlimm genug, daß den meisten Opfern und ihren Angehörigen eine materielle Wiedergutmachung vorenthalten worden ist und die Täter, anstatt Rechenschaft abzulegen, in Ehren ihre Karrieren fortsetzen durften. Mit der Verweigerung der Erinnerung an die Täter verweigert man den Opfern auch die moralische Genugtuung.“

## Film
- Der Hildesheimer Baumeister mit dem Lila Winkel. Das Schicksal des Bibelforschers Berthold Mehm, Dokumentarfilm der Stiftung niedersächsische Gedenkstätten – Gedenkstätte in der JVA Wolfenbüttel in Kooperation mit der Berthold-Mehm-Stiftung, Hildesheim/Wolfenbüttel 2006, DVD, Farbe, 28 Min.